# Ельники (Московская область)
Ельники — деревня сельского поселения Волковское Рузского района Московской области. Численность постоянно проживающего населения — 1 человек на 2006 год, в деревне числятся 5 улиц. До 2006 года Ельники входили в состав Волковского сельского округа.
Деревня расположена в центральной части района, в 9 километрах севернее Рузы, на одном из впадающих в Озернинское водохранилище (ранее долина реки Вейна) безымянных ручьёв, высота центра над уровнем моря 214 м.